# Jean-Claude Bouchard
Jean-Claude Bouchard O.M.I. (Saint-Éloi, 25 de setembro de 1940) é um ministro canadense e bispo católico romano emérito de Pala.
Jean-Claude Bouchard entrou na Congregação dos Oblatos de Maria Imaculada e foi ordenado sacerdote em 30 de agosto de 1969.
Papa Paulo VI nomeou-o Bispo de Pala em 26 de fevereiro de 1977. O arcebispo de Bangui, Joachim N'Dayen, o consagrou bispo em 1º de maio do mesmo ano; Os co-consagradores foram Paul-Pierre-Yves Dalmais SJ, Arcebispo de N'Djaména, e Henri Véniat SJ, Bispo de Sarh.
Em 25 de setembro de 2020, o Papa Francisco aceitou a renúncia de Jean-Claude Bouchard por motivos de idade.